# Бланк, Григорий Борисович
Григорий Борисович Бланк (1811—1889) — русский публицист, консерватор, противник отмены крепостного права, землевладелец Тамбовской, Воронежской и Московской губерний, почётный мировой судья по Усманскому округу Тамбовской губернии. Действительный статский советник
Сын Б. К. Бланка, внук К. И. Бланка, брат П. Б. Бланка.

## Биография
Родился в 1811 году в дворянской семье.
В 1828 году окончил Благородный пансион при Санкт-Петербургском университете.
Служил в Департаменте народного просвещения. Начинал карьеру с младшего помощника контролера IV (хозяйственного) отделения, затем — помощник начальника стола I отделения Александра Александровича Берте. Затем был столоначальником и правителем канцелярии.
В 1837 году перешёл начальником отделения Департамента государственных имуществ; позже был старшим чиновником в IV отделении Собственной Его Величества канцелярии.
В 1848 году имел чин статского советника. В 1853 году вышел в отставку и проживал в селе Никольском Тамбовской губернии. В отставке находился по 17 ноября 1867 года.
С 1868 года — действительный статский советник.
В 1886 году вышел в отставку с земской службы.

## Общественная деятельность

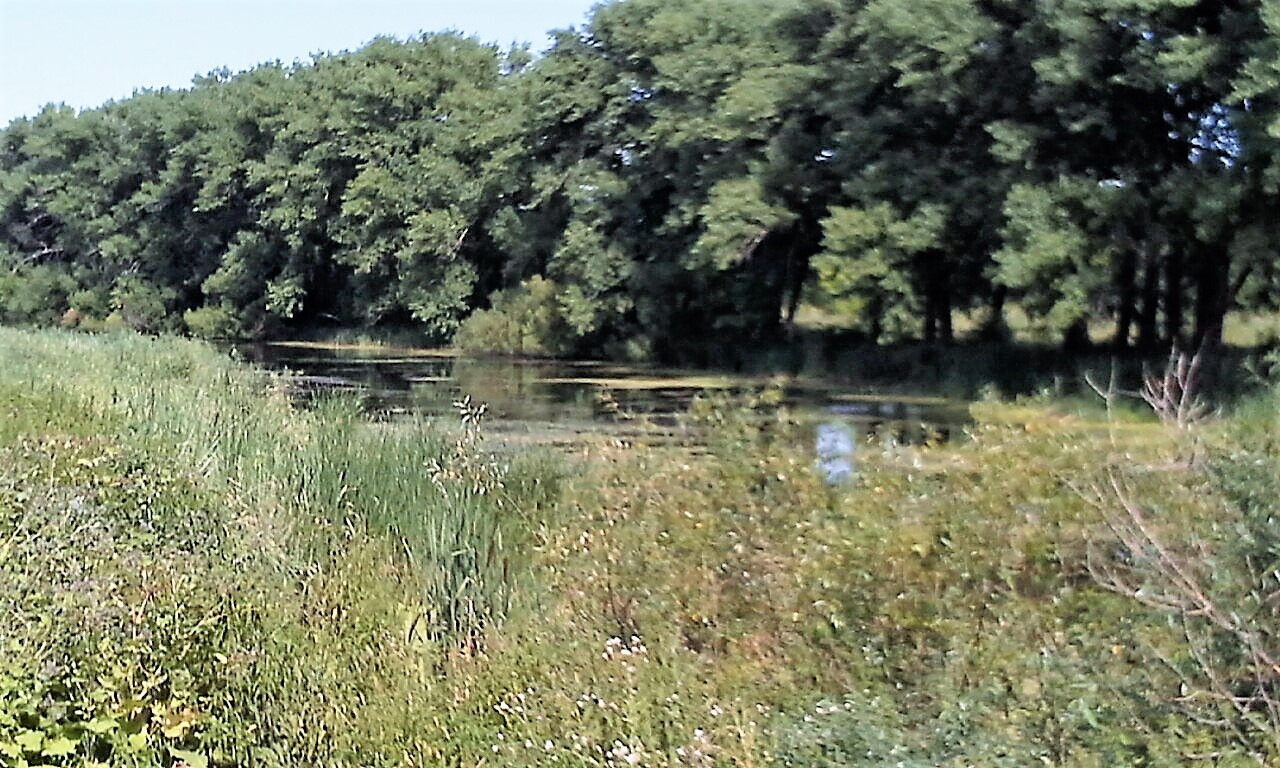
Пруд в усадьбе Никольское.

Выйдя в отставку, занялся публицистикой.
Участвовал в деятельности особой «земской» комиссии Вольного экономического общества.

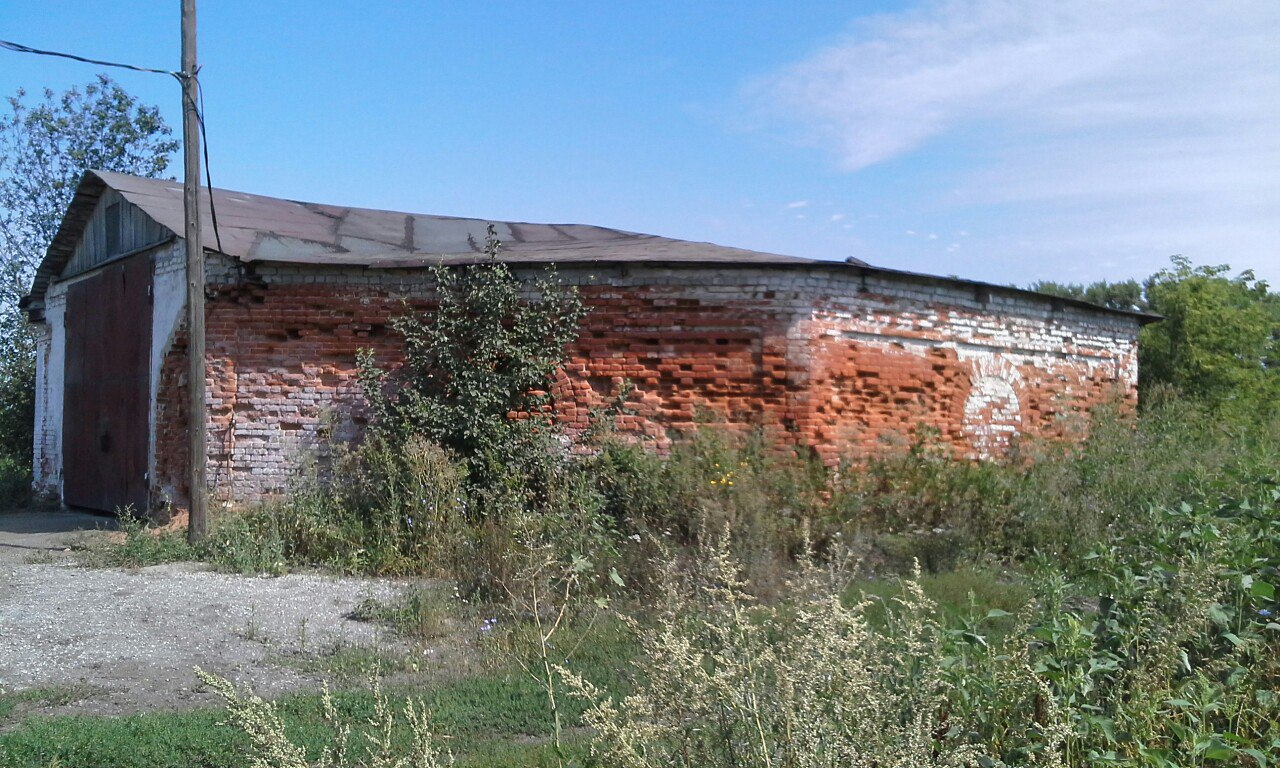
Конюшня в усадьбе Никольское

Участник выставок организованных ВЭО.
В 1856—1860 годах был членом Лебедянского общества сельского хозяйства.
В 1858 году избран членом «Тамбовского комитета для составления проекта положения по предмету устройства быта помещичьих крестьян». Он единственный из помещиков направлял своих крепостных мальчиков для учёбы в приходском училище Усмани.
С 1865 года Г. Б. Бланк состоял гласным Усманского уездного земства, постоянным секретарем земских собраний, председателем организованной в 1876 году по его предложению Промышленной и сельскохозяйственной комиссии при уездной земской управе.
Принимал участие в деятельности комиссии для исследования нынешнего положения сельского хозяйства и сельской производительности в России под руководством министра П. В. Валуева. 3 января 1873 года на заседании вступил с докладом «Сведения относительно южной половины Тамбовской и отчасти Воронежской и Московской губернии».
Был попечителем Усманской больницы дот 1894 года.
Публиковался в «Трудах Вольного экономического общества», столичных периодических изданиях «Весть», «Русский мир», «Земледелие, садоводство и огородничество», «Экономические записки», «Новое время», «Финансовое обозрение», «Записках Лебедянского общества сельского хозяйства».
Являлся сотрудником газеты «Весть».

Снискал себе общероссийскую известность выступлениями в защиту крепостного права, в котором видел «отеческую заботливость помещиков о крестьянах и благороднейшую особенность нашего отечества».

Считал, что крестьянскую общину надо разрушить, полагая, что таким образом землевладельческое дворянство сможет сосредоточить в своих руках значительные земельные массивы крестьян и получить свободные рабочие руки.
В разрушении общины видел способ ослабления крестьянской организации как органа самоуправления.
Выступал за возврат вотчинной власти помещиков и резко критиковал крестьянское самоуправление в пределах села и волости и ряд других положений реформ 1860-х годов.
Отстаивал дворянские привилегии и именно с дворянством связывала дальнейшее развитие «русской цивилизации».
Настаивал, чтобы в представительных учреждениях принимали участие крупные собственники, так как многие земские деятели не имеют достаточных знаний и опыта.
Был сторонником идеи создания центрального представительства от дворянства, но с правом совещательного голоса.
Выдвинул свою программу преобразований в судебной сфере, в области просвещения, военного дела.
В работе «Об отношении воинской реформы к экономическому быту России» 1871 года он писал:

Высочайшая воля обуславливает воинское у нас нынешнее преобразование «распространением военной повинности, при соблюдении особых условий, на все сословия». <…>
Итак, не уравнение их должно иметься в виду при реформе и не одни изъятия, но высшие государственные соображения при условии «особых условий», требуемых Монархом, для участия в священной обязанности к защите отечества — всех классов русского народа. Эти соображения должны обнимать существующие различия в политическом, семейном, гражданственном и экономическом положении разных состояний нации, в их нравственном, умственном и физическом развитии, в соответственной для каждого класса деятельности частной и общественной и т. д. Тогда только новая система обороны отечества будет вполне соответствовать как его политическому и государственному строю, так хозяйственному, промышленному и торговому его положению.

Выступал за учреждение в России ипотеки, критиковал банковскую круговую поруку.
В 1876 году Усманское земство по инициативе Г. Б. Бланка организовала «хозяйственно-промышленную-торговую комиссию для обсуждения вопросов, могущих служить развитию земского дела».

## Имения и владения
- Сельцо Никольское Усманского уезда Тамбовской губернии.
- Сельцо Салтыково (Дмитриевское) Усманского уезда Тамбовской губернии[15].
- Село Кононово, Андрюшкинов и Малый Гайдаров (Kостромской губернии)[16].
- Село Стигаловка (Орловская губернии).

## Членство в организациях
- Член Императорского Вольного экономического общества
- Председатель комитета Усманской богадельни Собственной Его Императорского Величества канцелярией по учреждениям императрицы Марии.
- Действительный член Лебедянского общества сельского хозяйства[17].
- Член Общества взаимного вспомоществования русских художников.
- Членом Тамбовского комитета для составления проекта положения по предмету устройства быта помещичьих крестьян
- Гласный Усманского уездного земства.
- Председатель попечительского совета Козмодемьянской церкви города Усмани[18].

## Награды
- Орден Святого Владимира 4-й степени (1840);
- Орден Святого Станислава 2-й степени (1845);
- Орден Святой Анны 2-й степени (1849);
- Знак отличия за 25 лет беспорочной службы;
- Медаль «В память Отечественной войны 1812 года»;
- Медаль «В память войны 1853—1856»;
- Высочайшее благоволение (1837, 1838, 1839, 1861);
- Бриллиантовый перстень.

## Публикации
- Бланк Г. Б. Мысли о начальном воспитании, или Семейная школа. — СПб.: тип. И. Глазунова и К°, 1839. — [8], 236 с.
- Бланк Г. Б. Хозяйственные вопросы вотчинной конторы г-на генерал-лейтенанта А. Д. Соломки и ответы вотчинной конторы члена В. Э. Общества и действительного члена Лебедянского общества сел. хоз. статского советника Г. Б. Бланк. — [СПб., 1856]. — 16 с.
- Бланк Г. Б. Русский помещичий крестьянин // Труды Имп. Вольн. экон. о-ва. —1856. — № 6. — С. 117—129.
- Бланк Г. Б. О глиняных строениях / Сост. чл. Имп. Вольн. экон. о-ва Г. Бланк. — СПб.: тип. Королева и К°, 1857. — 23 с.
- Бланк Г. Б. Об управлении рабочими людьми в русском хозяйстве / Сост. чл. Имп. Вольн. экон. о-ва Г. Бланк. — СПб.: тип. Королева и К°, 1857. Из № 1 «Тр. Имп. Вольн. экон. о-ва» 1857 г.
- Бланк Г. Б. Ответ на заметку В. Безобразова // Труды Имп. Вольн. экон. о-ва. — 1857. — № 61. — С. 99.
- Бланк Г. Б. Заметки на статьи № 48 «Экономических записок» 1856 г.: 1) Средство против похищений и порубок в лесах г-на Великосельцева (с. 380 и 381) и 2) Заметки русского сельского хозяина о лесоводстве г-на Козлова (с. 383—384) / [Чл. О-в И. В. Э. и Лебедян. сел. хоз-ва Г. Бланк]. — [СПб.]: тип. Королева и К°, ценз. 1857. — 14 с.
- Бланк Г. Б. Нечто о тонкорунных овцах: (Замеч. чл. И. В. экон. о-ва Г. Бланк на ст. А. фон Ренкуля. «Труды», т. 1, 1861 г. № 3). — [СПб.]: тип. т-ва «Обществ. польза», ценз. 1861. — 12 с. Извл. из № 21 «Экон. зап.» 1861 г.
- Бланк Г. Б. Мысли об устройстве ипотечного порядка в России / [Чл. И. В. экон. о-ва Г. Бланк]. — [СПб.]: тип. т-ва «Обществ. польза», ценз. 1863. — 7 с.
- Бланк Г. Возможен ли так называемый «вольный» труд в чернозёмной полосе России // Земледелие, садоводство и огородничество. — 1864. — 7 марта. — С. 1—2.
- Бланк Г. Об устройстве сельского труда // Земледелие, садоводство и огородничество. — 1864. — № 50.
- Бланк Г. Беседа о сельском труде // Земледелие, садоводство и огородничество. — 1864. — № № 11, 25.
- Бланк Г. Вывод из бесед о сельском труде // Земледелие, садоводство и огородничество. — 1865. — № 10.
- Бланк Г. Беседа о сельском труде // Земледелие, садоводство и огородничество. — 1865. — № № 22, 25, 47.
- Бланк Г. Об устройстве рабочего труда // Труды Императорского Вольного Экономического Общества. — 1865. — Т. 1. — Вып.1.
- Бланк Г. О председательстве председателей дворянства в земских собраниях // Одесский вестник. — 1865. — № 249.
- Бланк Г. Новгородская земская управа // Веста. — 1866. — № 3. — № 23.
- Бланк Г. О земских банке и ипотеке // Неделя. — 1866. — № 37.
- Бланк Г. Применение к земству общественного кредита // Воронежский листок. — 1866. — № 39—40.
- Бланк Г. Что делать? // Веста. — 1868. — № 3—41.
- Бланк Г. Б. Движение законодательства в России : Отд.: I—IV. — СПб.: тип. Н. Тиблена и К. (Н. Неклюдова), 1869. — [4], II, 296, II с.
- Бланк Г. Элементы земства // Веста. — 1869. — № 126.
- Бланк Г. Б. О земском кредите. — [СПб.]: тип. А. К. Киркора, ценз. 1868. — 8 с. Извл. из газ. «Новое время» .
- Бланк Г. Б. О введении ипотеки в России. — СПб.: тип. Дома призр. малолетн. бедных, 1873. — 111 с.
- Бланк Г. Б. Об отношении воинской реформы к экономическому быту России. — М.: тип. А. И. Мамонтова и К°, 1871. — 145—165 с.
- Бланк Г. Б. [Речь при открытии Общества взаимного вспомоществования русских художников]. — [СПб.]: тип. В. Безобразова и К°, ценз. 1871. — 8 с.
- Бланк Г. Б. О введении ипотеки в России. 2-е изд. — СПб.: тип. М-ва пут. сообщ. (А. Бенке), 1873. — [2], 104 с.
- Бланк Г. Б. О связи финансового мира с экономическим. — СПб.: тип. М-ва пут. сообщ. (А. Бенке), 1874. — 17 с. Извл. из журн. «Фин. обозрение», № 48.
- Бланк Г. Б. Коммерческое направление землепромышленности. — СПб.: тип. М-ва пут. сообщ. (А. Бенке), 1875. — [2], 23 с. Извл. из журн. «Финансовое обозрение», № 33—34.
- Бланк Г. Б. Глиномятные постройки, безопасные от огня. (В виде наставления для возведения оных). — [СПб.]: тип. д-ра М. А. Хана, ценз. 1878. — 15 с.
- Бланк Г. Б. О несгораемых строениях. — СПб.: тип. В. Демакова, ценз. 1879. — 35 с.
- Бланк Г. Б. Ипотека в России. — СПб.: тип. В. В. Комаров, 1881. — 31 с
- Бланк Г. Б. Беседы о быте народном и исследование духа «Наказа» Екатерины Великой. — СПб.: тип. В. В. Комарова, 1883.